# Klub Chrześcijan i Żydów „Przymierze”
Klub Chrześcijan i Żydów „Przymierze” powstał w 2008 roku w Krakowie i działa na rzecz pojednania chrześcijańsko-żydowskiego i polsko-żydowskiego. Jest miejscem spotkań, wymiany doświadczeń i współdziałania liderów krakowskich instytucji i środowisk zaangażowanych w pojednanie chrześcijańsko-żydowskie i polsko-żydowskie. 
Klub Chrześcijan i Żydów „Przymierze” ustanowił Nagrodę im. ks.  Stanisława Musiała, której fundatorami są Rektor Uniwersytetu Jagiellońskiego, Prezydent Miasta Krakowa i Gmina Wyznaniowa Żydowska w Krakowie. Wyboru laureatów dokonuje Kapituła, której przewodniczy Rektor UJ. Nagroda jest przyznawana w dwóch kategoriach: za twórczość oraz za inicjatywy społeczne na rzecz dialogu i współpracy chrześcijańsko-żydowskiej i polsko-żydowskiej.

## Zarząd
- prezes: Piotr Nawrocki
- wiceprezes: Magdalena Ruta
- wiceprezes: Jonathan Ornstein
- sekretarz: Jakub Drath
- skarbnik: Ewa Węgrzyn